# لشکر ۸ پیاده (بریتانیا)
لشکر ۸ پیاده بریتانیا (انگلیسی: 8th Infantry Division) لشکر پیاده‌نظام نیروی زمینی بریتانیا بود، که در سال ۱۹۱۴ تأسیس شد و در سال ۱۹۴۰ منحل گردید. این لشکر در خلال جنگ جهانی اول و جنگ جهانی دوم، فعال بود.
لشکر هشتم پیاده‌نظام، یک لشکر پیاده‌نظام ارتش بریتانیا بود که در هر دو جنگ جهانی اول و جنگ جهانی دوم فعال بود. این لشکر برای اولین بار در اکتبر ۱۹۱۴ در طول جنگ جهانی اول تشکیل شد و در ابتدا عمدتاً از سربازان ارتش منظم تشکیل شده بود و در طول جنگ در جبهه غرب خدمت کرد و تلفات زیادی را متحمل شد، تا اینکه در سال ۱۹۱۹ منحل شد. این لشکر در اواخر دهه ۱۹۳۰ در سال‌های منتهی به جنگ جهانی دوم، تحت فرماندهی سرلشکر برنارد مونتگومری در فلسطین دوباره فعال شد و در اواخر فوریه ۱۹۴۰ منحل شد. این لشکر برای مدت کوتاهی در سوریه در یک نقش اداری در طول سال‌های ۱۹۴۲-۱۹۴۳ بازسازی شد.